# Sfera
La sfera (dal greco antico: σφαῖρα?, sphaîra) è il solido geometrico costituito da tutti i punti che sono a distanza minore o uguale a una distanza fissata {\displaystyle r}, detta raggio della sfera, da un punto {\displaystyle O} detto centro della sfera.
L'insieme dei punti la cui distanza è eguale a {\displaystyle r} è detto superficie sferica di centro {\displaystyle O} e raggio {\displaystyle r}. È detta "semisfera" ciascuna delle metà di un solido sferico diviso in due da un piano passante per il centro o anche ciascuna delle due superfici di una sfera divisa da una sua circonferenza massima.

## Rappresentazione analitica
In geometria cartesiana, una superficie sferica con centro {\displaystyle (x_{0},y_{0},z_{0})} e di raggio {\displaystyle r} è rappresentata dall'insieme di punti {\displaystyle (x,y,z)} tali che
{\displaystyle (x-x_{0})^{2}+(y-y_{0})^{2}+(z-z_{0})^{2}=r^{2}.}
I punti della superficie sferica possono essere parametrizzati in coordinate sferiche nel modo seguente
{\displaystyle \left\{{\begin{aligned}x&=x_{0}+r\sin \vartheta \cos \varphi \\y&=y_{0}+r\sin \vartheta \sin \varphi \\z&=z_{0}+r\cos \vartheta \end{aligned}}\right.}
dove {\displaystyle \vartheta } e {\displaystyle \varphi } rappresentano la latitudine e la longitudine del punto, variando negli intervalli
{\displaystyle 0\leq \vartheta \leq \pi ,\quad -\pi \leq \varphi <\pi .}
Ogni punto della superficie sferica è descritto da una sola coppia {\displaystyle (\vartheta ,\varphi )} di questo tipo, tranne i poli: la coppia {\displaystyle (0,\varphi )} descrive sempre il polo nord, e {\displaystyle (\pi ,\varphi )} sempre il polo sud (per qualsiasi valore di {\displaystyle \varphi }).
Alternativamente si può utilizzare l'equazione cartesiana della superficie sferica:
{\displaystyle x^{2}+y^{2}+z^{2}+ax+by+cz+d=0}
con {\displaystyle a}, {\displaystyle b}, {\displaystyle c}, {\displaystyle d}, numeri reali tali che {\displaystyle a^{2}+b^{2}+c^{2}-4d>0}. Dall'equazione cartesiana si possono ricavare le coordinate del centro:
{\displaystyle C\left(-{\dfrac {a}{2}};-{\dfrac {b}{2}};-{\dfrac {c}{2}}\right).}

## Superficie
L'area della superficie di una sfera di raggio {\displaystyle R} è data dall'equazione:
{\displaystyle A=4\pi R^{2}.}

### Dimostrazione analitica in coordinate cartesiane
La sfera può essere pensata come un solido di rotazione ottenuto ruotando attorno all'asse {\displaystyle x} il grafico della funzione
{\displaystyle f(x)={\sqrt {R^{2}-x^{2}}},}
che rappresenta una semicirconferenza di raggio {\displaystyle R}. Pertanto, per il primo teorema di Guldino, la superficie laterale è data da:
{\displaystyle A=2\pi \int _{-R}^{+R}f(x){\sqrt {1+[f'(x)]^{2}}}\,dx=2\pi \int _{-R}^{+R}{\sqrt {R^{2}-x^{2}}}{\frac {R}{\sqrt {R^{2}-x^{2}}}}\,dx=2\pi \int _{-R}^{+R}R\,dx=2\pi R(R+R)=4\pi R^{2}.}

### Dimostrazione analitica in coordinate polari
La superficie totale della sfera si può ottenere, per il primo teorema di Guldino, tramite il seguente integrale:
{\displaystyle A=2\pi \int _{0}^{\pi }R^{2}\sin \vartheta \,d\vartheta =2\pi R^{2}(-\cos \pi +\cos 0)=4\pi R^{2}.}

## Volume
Il volume della sfera di raggio {\displaystyle R} è dato dall'equazione (integrale in {\displaystyle dR} della superficie):
{\displaystyle V={\frac {AR}{3}}={\frac {4\pi R^{3}}{3}}.}
La dimostrazione di questa formula può essere ottenuta in modo immediato usando il metodo degli indivisibili oppure con gli strumenti nell'analisi matematica.

### Dimostrazione analitica
Si pensi di sommare tutte le aree dei cerchi che si ottengono sezionando la sfera con dei piani orizzontali. Il raggio di questi cerchi varierà con una funzione {\displaystyle f(l)} della distanza del piano orizzontale dal centro della sfera e dato che l'area di un cerchio equivale a {\displaystyle \pi } per il raggio al quadrato:
{\displaystyle V=\int _{-R}^{+R}\pi f^{2}(l)\,dl,}
dove {\displaystyle l} appunto è la distanza del piano dal centro della sfera.
Raggio alla distanza {\displaystyle x}
{\displaystyle s={\sqrt {r^{2}-x^{2}}}.}
Dunque, dal teorema di Pitagora, {\displaystyle f(l)} vale:
{\displaystyle f(l)={\sqrt {R^{2}-l^{2}}}}
che, sostituita nell'equazione del volume, si trova:
{\displaystyle V=\int _{-R}^{+R}\pi (R^{2}-l^{2})\,dl=\pi \int _{-R}^{+R}R^{2}\,dl-\pi \int _{-R}^{+R}l^{2}\,dl=2\pi R^{3}-{\frac {2}{3}}\pi R^{3}={\frac {4}{3}}\pi R^{3}.}
Allo stesso modo si può calcolare il volume {\displaystyle V_{\mathrm {KS} }} di un segmento di sfera di altezza {\displaystyle h}
{\displaystyle V_{\mathrm {KS} }=\int _{r-h}^{r}{A_{x}dx}=r^{2}\pi \left[x\right]_{r-h}^{r}-{1 \over 3}\pi \left[{x^{3}}\right]_{r-h}^{r}}
{\displaystyle V_{\mathrm {KS} }=r^{2}\pi \left[r-(r-h)\right]-{1 \over 3}\pi \left[r^{3}-(r-h)^{3}\right]=\pi r^{2}h-{\frac {1}{3}}\pi \left[r^{3}-(r^{3}-3r^{2}h+3rh^{2}-h^{3})\right]}
{\displaystyle V_{\mathrm {KS} }=\pi r^{2}h-\pi r^{2}h+\pi rh^{2}-{1 \over 3}\pi h^{3}={\pi h^{2} \over 3}(3r-h).}

### Dimostrazione tramite infinitesimi
La sfera può anche essere intesa come l'insieme di numerose piramidi infinitesime, tutte con il vertice nel centro della sfera e con i poligoni di base delle piramidi che poggiano sulla superficie della sfera: queste infinite piramidi elementari riempiranno tutto e solo il volume della sfera. Il volume di ogni piramide è:
{\displaystyle {\frac {{\mbox{area di base}}\cdot {\mbox{altezza}}}{3}}}
mentre il volume complessivo è uguale a
{\displaystyle {\frac {{\mbox{area della sfera}}\cdot {\mbox{raggio della sfera}}}{3}}}
dal quale si desume il significato della formula per il volume della sfera.

## Altre proprietà
La sfera è la figura tridimensionale con il minimo rapporto superficie/volume: ciò spiega perché a tale forma tendono molti oggetti fisici, dalle gocce di liquido ai corpi celesti. Ad esempio, le bolle sono sferiche perché la tensione superficiale tende a minimizzare l'area a parità di volume.
Il cilindro circoscritto ha un volume che è {\displaystyle 3/2} quello della sfera, ed una superficie laterale che è la stessa di quella della sfera. Questo fatto, e le formule scritte sopra, erano già noti ad Archimede.
Con l'aumentare del raggio, il volume della sfera cresce più della superficie. Infatti il rapporto fra queste due quantità è {\displaystyle R/3}.
Una sfera può anche essere definita come formata da un semicerchio che ruota intorno al suo diametro. Se si usa una ellisse, si ottiene un ellissoide di rotazione.

## Terminologia
Due punti della superficie sferica che stanno sulla stessa retta passante per l'origine sono detti antipodali, e una tale retta è detta asse, poiché è un asse di simmetria della sfera.
Un cerchio massimo è una circonferenza avente lo stesso centro della sfera, ottenuta quindi intersecando la superficie sferica con un piano passante per l'origine.
Se un punto della superficie sferica è identificato come polo nord, il suo antipodale è il polo sud e l'equatore è il cerchio massimo equidistante dai due poli. I cerchi massimi passanti per i poli sono i meridiani, mentre la linea retta passante per l'origine ed i due poli è l'asse. Questa terminologia è usata anche per i corpi celesti come la Terra, anche se non perfettamente sferici.

## Generalizzazioni ad altre dimensioni
La sfera può essere generalizzata in altre dimensioni. Per ogni numero naturale {\displaystyle n}, una sfera {\displaystyle n}-dimensionale è l'insieme dei punti nello spazio euclideo {\displaystyle (n+1)}-dimensionale {\displaystyle \mathbb {R} ^{n+1}} che hanno una distanza fissata {\displaystyle r>0} da un certo punto dello spazio.
Ad esempio:
- una sfera 0-dimensionale è fatta di una coppia di punti {\displaystyle \{-r,r\}} in {\displaystyle \mathbb {R} };
- una sfera 1-dimensionale è una circonferenza di raggio {\displaystyle r} nel piano;
- una sfera 2-dimensionale è la superficie sferica ordinaria;
- una sfera 3-dimensionale è una sfera nello spazio euclideo 4-dimensionale (intesa come un'ipersuperficie 3-dimensionale ipersferica).

Le sfere di dimensione > 2 sono chiamate anche ipersfere. La sfera {\displaystyle n}-dimensionale di raggio unitario, centrata nell'origine, viene indicata con {\displaystyle S^{n}}.

## Generalizzazioni in spazi metrici
Più in generale, in uno spazio metrico {\displaystyle (E,d)}, la sfera di centro {\displaystyle x} e raggio {\displaystyle r>0} è l'insieme 
{\displaystyle S(x;r)=\{y\in E|d(x,y)=r\}.}
Una sfera in uno spazio metrico può essere un oggetto molto diverso dalla sfera usuale. Ad esempio, può essere vuota: se consideriamo {\displaystyle \mathbb {Z} ^{n}} con la metrica euclidea, una sfera di raggio {\displaystyle r} è vuota se e solo se {\displaystyle r^{2}} non può essere scritto come somma di {\displaystyle n} quadrati.

## Formule
| Formule della Sfera            | Formule della Sfera                                                                                        |
| ------------------------------ | --- |
| Circonferenza                  | {\displaystyle U\,=\,2\pi r{\color {OliveGreen}\ ={\frac {\mathrm {d} A_{\mathrm {PF} }}{\mathrm {d} r}}}} |
| Superficie                     | {\displaystyle A_{O}\,=\,4\pi r^{2}\,{\color {OliveGreen}\ ={\frac {\mathrm {d} V}{\mathrm {d} r}}}}       |
| Volume                         | {\displaystyle V\,=\,{\frac {4}{3}}\pi r^{3}=\int _{0}^{r}A_{O}\mathrm {d} r}                              |
| Area di un cerchio massimo     | {\displaystyle A_{\mathrm {PF} }\,=\,\pi r^{2}=\int _{0}^{r}U\mathrm {d} r}                                |
| Volume di un segmento di sfera | {\displaystyle V_{\mathrm {KS} }\,=\,{\frac {h^{2}\pi }{3}}(3r-h)}                                         |
| Area di una calotta sferica    | {\displaystyle A_{\mathrm {KK} }\,=\,2rh\pi =2r^{2}\pi \left(1-\cos {\frac {\alpha }{2}}\right)}           |
| Momento d'inerzia              | {\displaystyle J\,=\,{\frac {2}{5}}mr^{2}}                                                                 |

Dove con {\displaystyle r} si intende il raggio della sfera, con {\displaystyle h} l'altezza del segmento di sfera o della calotta sferica, con {\displaystyle \alpha } l'ampiezza in steradianti della calotta.

## Ingegneria

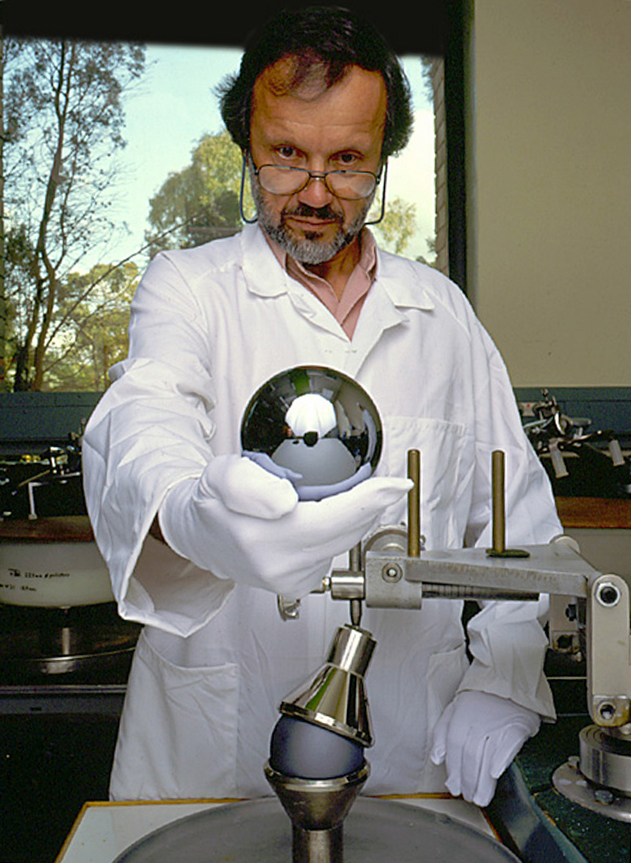
Sfera campione del progetto Avogadro

Per quanto si sia avvicinato, l'uomo non è ancora riuscito a produrre alcun oggetto dalla sfericità matematicamente perfetta. Finora il miglior risultato è stato raggiunto dall'Australian Centre for Precision Optics, di Lindfield (Australia). La sfera è stata ottenuta attraverso una levigazione ad altissima precisione di una barra di silicio 28 (un isotopo del silicio) ed è frutto del Progetto Avogadro, che si propone di arrivare alla definizione del chilogrammo perfetto, basata sulla conoscenza dell'esatto numero di atomi che compongono tale sfera. Il suo diametro è di 9,36 centimetri e come uniche imperfezioni presenta una rugosità di 0,3 nanometri e piccole deviazioni di sfericità di circa 60-70 nanometri. In precedenza, il miglior risultato era stato ottenuto dalla NASA, che per la sonda Gravity Probe B, costruita per degli studi gravitazionali in orbita, ha creato dei giroscopi con deviazioni inferiori ai 100 nanometri.

## Filosofia
Parmenide paragona l'Essere a una sfera perfetta, sempre uguale a se stessa nello spazio e nel tempo, chiusa e finita (per gli antichi greci il finito era sinonimo di perfezione). La sfera è infatti l'unico solido geometrico che non ha differenze al suo interno, ed è uguale dovunque la si guardi; l'ipotesi collima suggestivamente con la teoria della relatività di Albert Einstein che nel 1900 dirà: «Se prendessimo un binocolo e lo puntassimo nello spazio, vedremmo una linea curva chiusa all'infinito» in tutte le direzioni dello spazio, ovvero, complessivamente, una sfera (per lo scienziato infatti l'universo è finito sebbene illimitato, fatto di uno spazio tondo ripiegato su se stesso).